# みっけ
みっけは、大阪府枚方市樟葉宮表参道商店会のマスコットキャラクター(ゆるキャラ)/枚方市PR大使である。

## プロフィール
- 性別 - 女の子(三毛猫)
- 誕生日 - 11月3日
- 趣味 - 交野天神社でのお散歩　樟葉宮表参道商店街でのお買い物
- 特技 - クラシックバレエ ダンス
- 好物 - 湯葉豆腐 [1]
- モットー -　「いいひと、みっけ。いいもの、みっけ。」

## キャラクター
大阪府枚方市にある交野天神社の表参道沿いを中心とした商店街である樟葉宮表参道商店会のマスコットキャラクター(ゆるキャラ)である。
交野天神社に捨てられていた捨て猫であったが、11月3日（いいもの、みっけの語呂合わせ）に拾われた。これが名前の由来になっている。拾ってもらった恩返しに巫女として神社のお手伝いをしつつ、皆が自身の地元を好きになる地域活性のため、また皆が笑顔になってもらうため、「いいひと、みっけ。いいもの、みっけ。」をモットーに活動している。
イベント等ではバレエ教室で習得した、本格的なバレエやダンスを披露するのが特徴である。
通常は巫女装束を身に着けているが、イベント時には特別の衣装を身につけることがある。
寺嶋由芙率いる「ゆるっふぃ～ず」のメンバーでもある。

## 歴史
- 2011年10月16日
  - 第七回樟葉宮みっけ市にてお披露目[3]。
- 2015年4月
  - 名前を「みっけ」から「みっけちゃん」に変更[要出典]。

## ゆるキャラグランプリ
ゆるキャラグランプリは、2015年12月現在、2012年 - 2014年の3大会出場した。
2012年は、80位を記録した。
2013年は、69位を記録した。
2014年は、169位を記録した。
2015年は、出場しなかった。